# De Havilland Highclere

El De Havilland DH.54 Highclere fue un avión biplano monomotor con capacidad para 12 pasajeros, diseñado para reemplazar al DH.34. Su desarrollo finalizó cuando Imperial Airways decidió utilizar únicamente modelos polimotor.

## Diseño y desarrollo
El DH.54 Highclere fue diseñado según la especificación 40/22 del Ministerio del Aire como una versión más grande del muy exitoso DH.34 y los dos aviones tenían mucho en común, tanto en construcción como en diseño general. En comparación con el DH.34, la dotación de pasajeros del Highclere aumentaba de nueve a doce, su peso total en un 56 % y su superficie alar en un 70 %. Ambos eran monomotores biplanos de dos vanos con alas de madera recubiertas de tela y fuselajes con armazón de madera recubierto con una fina capa de contrachapado.
Dejando a un lado el tamaño, las alas del Highclere se diferenciaban en que no tenían decalaje, ni diedro en el ala superior y en que tenían un espacio entre alas más grande; el ala superior ahora estaba unida al fuselaje mediante soportes de cabaña en lugar de directamente al fuselaje superior. En respuesta a las críticas sobre la alta velocidad de aterrizaje del DH.34, se instalaron flaps de envergadura total. Para reducir los riesgos en caso de amerizaje, el tren de aterrizaje se podía desprender y el fuselaje era hermético. Los pasajeros se sentaban en cuatro filas de asientos, individuales a la izquierda y dobles a la derecha. Una reorganización del espacio para el equipaje permitió dejar espacio para los aseos. El Highclere poseía elevadores compensados. El aumento de peso requirió un aumento de potencia, por lo que avión utilizaba un motor en línea Rolls-Royce Condor IIIA de 485 kW (650 hp) refrigerado por agua que alargaba el morro y movía una hélice de cuatro palas de 4,27 m de diámetro.

## Historia operacional
El Highclere fue volado por primera vez por H.S. Broad el 18 de junio de 1925 y pronto transportó pasajeros gratis y ganó varias carreras. Propiedad del Ministerio del Aire durante toda su vida, fue a RAF Martlesham Heath para realizar con éxito pruebas de aeronavegabilidad a principios de 1926, y el Certificado de Aeronavegabilidad fue otorgado el 23 de abril del mismo año. Para entonces, Imperial Airways había decidido no transportar más pasajeros en aviones monomotor por razones de seguridad y el único Highclere fue transferido a RAE Farnborough el 7 de marzo de 1926 para realizar trabajos experimentales. El 7 de noviembre de 1926 fue prestado a Imperial Airways en el aeropuerto de Croydon como carguero y se pensó en realizar algunas modificaciones para que el Highclere se adaptara mejor a esta función, pero resultó destruido cuando el hangar se derrumbó debido a una fuerte nevada en Croydon el 1 de febrero de 1927.

## Variantes no construidas
DH.55
Diseño no construido como transporte de 12 asientos propulsado por tres motores Airdisco de 90 kW (120 hp).
DH.57
Derivado no construido del DH.55 con tres motores Siddeley Puma de 172 kW (230 hp).

## Especificaciones
Referencia datos: Jackson, 1978

### Características generales
- Tripulación: Dos
- Capacidad: 12 pasajeros
- Longitud: 15,5 m (51 ft)
- Envergadura: 20,8 m (68,2 ft)
- Altura: 4,6 m (15,2 ft)
- Superficie alar: 93,3 m² (1004 ft²)
- Peso vacío: 3070 kg (6766,3 lb)
- Peso cargado: 5103 kg (11 247 lb)
- Planta motriz: 1× motor lineal V12 refrigerado por líquido Rolls-Royce Condor IIIA.
  - Potencia: 485 kW (669 HP; 660 CV)
- Hélices: De cuatro palas de paso fijo de madera

### Rendimiento
- Velocidad máxima operativa (Vno): 177 km/h (110 MPH; 96 kt)
- Velocidad crucero (Vc): 161 km/h (100 MPH; 87 kt)
- Alcance: 644 km (348 nmi; 400 mi)
- Régimen de ascenso: 3 m/s (581 ft/min)

## Aeronaves relacionadas

### Secuencias de designación
- Secuencia DH._ (interna de De Havilland): ← DH.51 - DH.52 - DH.53 - DH.54 - DH.55 - DH.56 - DH.57 - DH.58 - DH.59 - DH.60 →